# Santa-Maria-di-Lota
Santa-Maria-di-Lota (en cors Santa Maria di Lota) és un municipi francès, situat a la regió de Còrsega, al departament d'Alta Còrsega. L'any 1999 tenia 1.791 habitants.

## Demografia
| 1962 | 1968 | 1975  | 1982  | 1990  | 1999  |
| ---- | ---- | ----- | ----- | ----- | ----- |
| 538  | 987  | 1.583 | 1.566 | 1.826 | 1.791 |

## Administració
| Període   | Identitat   | Partit | Qualitat |  |
| --------- | ----------- | ------ | -------- |  |
| 2001-2008 | Henri Sisco | PRG    |          |  |
| 2008-     | Guy Armanet |        |          |  |